# 34-j skoryj
34-j skoryj (russisk: 34-й скорый, da.: ~34. Express) er en sovjetisk action-katastrofefilm fra 1981 instrueret af Andrej Maljukov. Filmen følger den stil, som Mosfilm forsøgte at tillægge sig i begyndelsen af 1980'erne, hvor filmstudiet var inspireret af Hollywoods katastrofefilm fra sidste halvdel af 1970'erne. 
Filmen er baseret på virkelige begivenheder. Den 27. februar 1977 opstod brand i en togvogn i hurtigtoget fra Moskva til Leningrad. Togvogen udbrændte. Vinduer og døre til togvognen var lukkede, men kadetter fra Leningrad Brandmandsskole var med toget, og det lykkedes dem at bryde døre og vinduer op og evakuere passagerne gennem de opbrugte åbninger. Under evakueringen døde tre kadetter, der ved et dekret fra Præsidiet for den øverste sovjet i RSFSR posthumt blev tildelt medaljer for deres mod.. 

## Handling
Hurtigtog nr. 34 Moskva - Elekmonar forlader Moskva nøjagtigt efter tidsplanen. Efter en række forviklinger opstår ild i en tom kupe, da et efterladt cigaretskod antænder et væltet glas vodka. Ilden breder sig, og snart står vogn nr. 8 står i brand. Toger er på en vanskelig stigning, men de lykkedes på stigningen at afkoble vogn nr. 8 fra de øvrige togvogne. Et skænderi mellem to passagerer fører imidlertid til, at bremserne på vogn nr. 8 bliver sluppet, hvorefter den brændende togvogn begynder at rulle ned mod de andre vogne, som folk panisk forsøger at komme ud af, mens branden spreder sig til de andre vogne. 
Jernbanearbejderne gør en heroisk indsats for at forhindre en katastrofe.

## Medvirkende
- Vasilij Badaev
- Zoja Vasilkova
- Anatolij Vedenkin
- Vjatjeslav Ezepov
- Peteris Gaudinsh — Pjotr